# Giulio Pizzirani
Giulio Cesare Pizzirani, meglio noto come Giulio Pizzirani (Bologna, 1º luglio 1940), è un attore e regista teatrale italiano, attore feticcio del regista Pupi Avati, in molti film del quale ha lavorato come caratterista, tra cui La mazurka del barone, della santa e del fico fiorone (1975) e La casa dalle finestre che ridono (1976).
Nel 1993 ha collaborato anche con Giuseppe Ferrara alla pellicola Giovanni Falcone, nel ruolo di Giuseppe Di Lello Finuoli.
Nel 2022 è tornato a collaborare con Avati dopo molti anni, interpretando l'anziano Dante Alighieri nel film Dante.

## Teatrografia parziale
- Otello di William Shakespeare, regia e scenografie di Virginio Puecher (1970)[3]

## Filmografia parziale
- Thomas e gli indemoniati, regia di Pupi Avati (1970)
- Balsamus, l'uomo di Satana, regia di Pupi Avati (1970)
- La mazurka del barone, della santa e del fico fiorone, regia di Pupi Avati (1975)
- La casa dalle finestre che ridono, regia di Pupi Avati (1976)
- Tutti defunti... tranne i morti, regia di Pupi Avati (1977)
- Jazz band, regia di Pupi Avati – miniserie TV (1978)
- Le strelle nel fosso, regia di Pupi Avati (1979)
- Cinema!!!, regia di Pupi Avati – miniserie TV (1979)
- Dancing Paradise, regia di Pupi Avati (1982)
- Noi tre, regia Pupi Avati (1984)
- Giovanni Falcone, regia di Giuseppe Ferrara (1993)
- Il figlio più piccolo, regia di Pupi Avati (2009)
- Dante, regia di Pupi Avati (2022)

## Prosa televisiva Rai
- Gastone di Ettore Petrolini, regia di Maurizio Scaparro, trasmessa il 9 settembre 1977.

## Doppiatori italiani
- Enzo Robutti in La mazurka del barone, della santa e del fico fiorone